# Jan Szczepański
Jan Antoni Szczepański (20 novembre 1939 – 15 gennaio 2017) è stato un pugile polacco.

## Palmarès

### Olimpiadi
- 1 medaglia:
  - 1 oro (Monaco di Baviera 1972 nei pesi leggeri)